# Briefmarken-Jahrgang 1951 der Deutschen Post der DDR

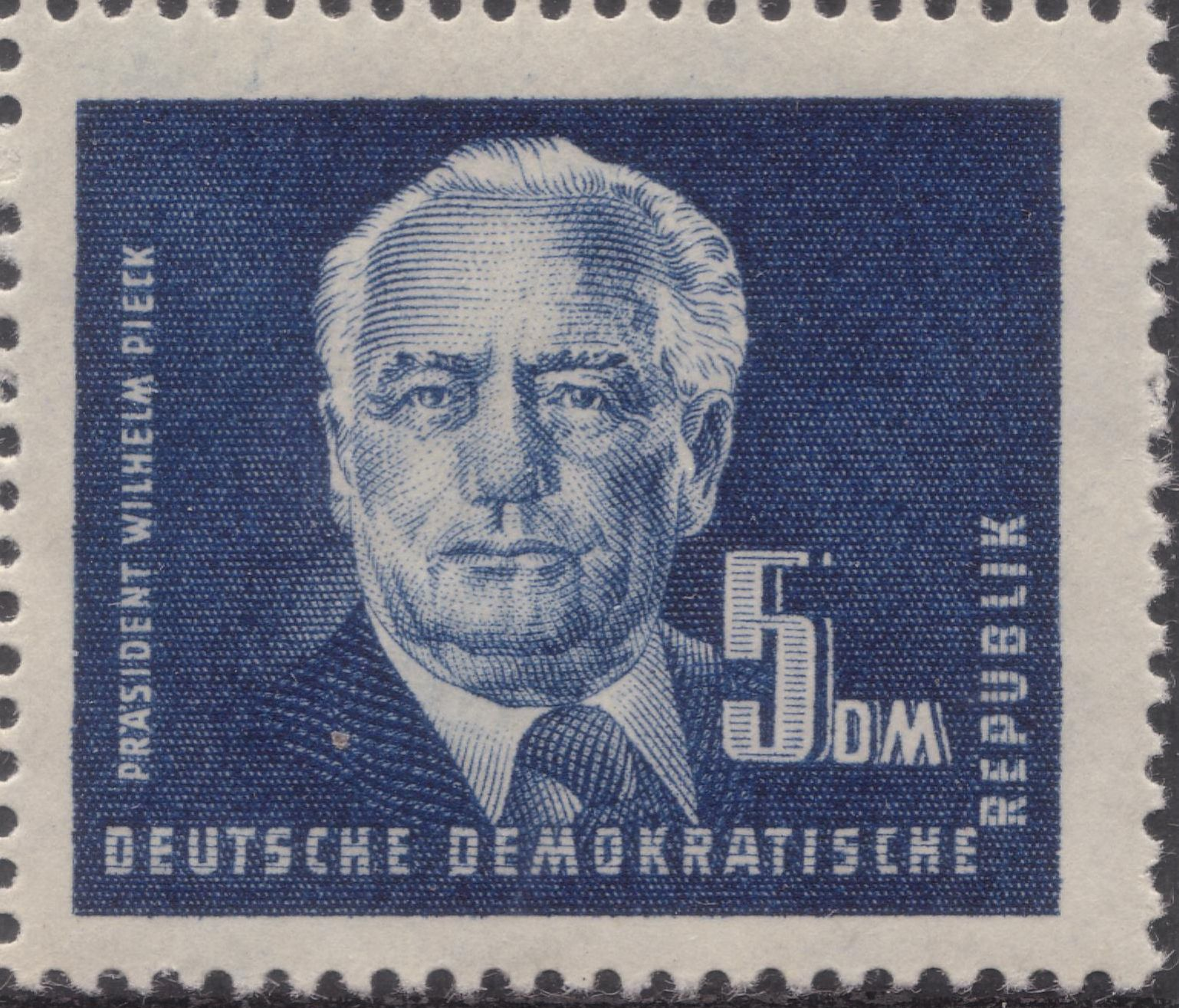
5 DM-Wert der Dauerserie "Präsident Wilhelm Pieck"

Der Briefmarken-Jahrgang 1951 der Deutschen Post der Deutschen Demokratischen Republik umfasst 18 Sondermarken und eine Dauermarke. Damit hatte die Deutsche Post die Markenanzahl in diesem Emissionsjahr im Vergleich zum Vorjahr (27 Werte) wieder etwas reduziert. Insgesamt gab es 16 Motive im Markenbild.
Alle  Werte wurden auf Papier mit dem Wasserzeichen Nr. 1 (Kreuzblume) gedruckt.
Die Gültigkeit der an den Postschaltern unbeschränkt erhältlichen Sondermarken endete zwischen dem 31. März 1952 und dem 31. Januar 1953. Die Pieck-Dauermarke zu 5 DM hatte bis zum 31. März 1962 Frankaturkraft.

## Besonderheiten
Der dritte Markenjahrgang der DDR-Post wird deutlich von Ausgaben zu politischen Anlässen dominiert. So wurden neben dem 1. Fünfjahrplan der DDR ihre Bündnispolitik zu anderen sozialistischen Staaten (Polen, China und UdSSR) und die in Ostberlin durchgeführten 3. Weltfestspiele thematisiert. Traditionsgemäß wurde die schon in der Sowjetischen Besatzungszone begonnene Serie zur Leipziger Messe – diesmal zur Frühjahrsmesse – mit zwei Werten fortgeführt, und auch die nunmehr zum zweiten Mal abgehaltenen DDR-Wintersportmeisterschaften fanden ebenfalls mit zwei Werten wieder den Weg ins Markenbild.

## Liste der Ausgaben und Motive
Legende
- Bild: Eine bearbeitete Abbildung der genannten Marke. Das Verhältnis der Größe der Briefmarken zueinander ist in diesem Artikel annähernd maßstabsgerecht dargestellt. Sollten keine Marken abgebildet sein, liegt es daran, dass das Urheberrecht des Künstlers noch nicht erloschen ist.
- Beschreibung: Eine Kurzbeschreibung des Motivs und/oder des Ausgabegrundes. Bei ausgegebenen Serien oder Blocks werden die zusammengehörigen Beschreibungen mit einer Markierung versehen eingerückt.
- Wert: Der Frankaturwert der einzelnen Marke in Pfennig. Ein „+“ bedeutet, dass es sich um eine Zuschlagsmarke handelt (= Frankaturwert + Spende).
- Ausgabedatum: Das Datum des erstmaligen Verkaufs dieser Briefmarke.
- Gültig bis: Das Datum, an dem die Gültigkeit endete.
- Auflage: Soweit bekannt, wird hier die zum Verkauf angebotene Anzahl dieser Ausgabe angegeben.
- Entwurf: Soweit bekannt, wird hier angegeben, von wem der Entwurf dieser Marke stammt.
- Mi.-Nr.: Diese Briefmarke wird im Michel-Katalog unter der entsprechenden Nummer gelistet.

| Sondermarken | |                 |                       |                 |            |                                  |         |
| Bild         | Beschreibung | Wert in Pfennig | Ausgabe- datum (1951) | Gültig bis      | Auflage    | Entwurf                          | Mi.-Nr. |
|              | 2. Wintersportmeisterschaften Oberhof 1951 - Zweierbob auf einer Bobbahn | 12              | 3. Februar            | 31. März 1952   | 2.000.000  | NN                               | 280     |
|              | - Skispringer beim Sprung im sog. Vorlagestil | 24              | 3. Februar            | 31. März 1952   | 2.000.000  | NN                               | 281     |
|              | Leipziger Frühjahrsmesse 1951 - Messezeichen "MM" vor einer Industrieanlage | 24              | 4. März               | 31. März 1952   | 1.000.000  | Egon Pruggmayer                  | 282     |
|              | - Messezeichen "MM" vor einer Industrieanlage | 50              | 4. März               | 31. März 1952   | 1.000.000  | Egon Pruggmayer                  | 283     |
|              | Deutsch-Polnische Freundschaft - Politiker Wilhelm Pieck und Bolesław Bierut vor einer Landkarte mit der Oder-Neiße-Grenze und einer Friedenstaube                                                                                       | 24              | 22. April             | 31. Januar 1953 | 1.000.000  | Gerhard Martens                  | 284     |
|              | - Politiker Wilhelm Pieck und Boleslav Bierut vor einer Landkarte mit der Oder-Neiße-Grenze und einer Friedenstaube | 50              | 22. April             | 31. Januar 1953 | 1.000.000  | Gerhard Martens                  | 285     |
|              | Deutsch-Chinesische Freundschaft - Politiker Mao Zedong | 12              | 10. Juli              | 31. Januar 1953 | 1.000.000  | Gerhard Martens                  | 286     |
|              | - Landvermessung im Rahmen der Bodenreform | 24              | 10. Juli              | 31. Januar 1953 | 1.000.000  | Gerhard Martens                  | 287     |
|              | - Politiker Mao Zedong | 50              | 10. Juli              | 31. Januar 1953 | 1.000.000  | Gerhard Martens                  | 288     |
|              | III. Weltfestspiele der Jugend und Studenten für den Frieden - Flaggenhissender Jugendlicher vor dem Brandenburger Tor | 12              | 3. August             | 31. Januar 1953 | 3.000.000  | Kurt Eigler, Bruno Bade          | 289     |
|              | - Volkstanzgruppe | 24              | 3. August             | 31. Januar 1953 | 3.000.000  | Kurt Eigler, Bruno Bade          | 290     |
|              | - Flaggenhissender Jugendlicher vor dem Brandenburger Tor | 30              | 3. August             | 31. Januar 1953 | 1.500.000  | Kurt Eigler, Bruno Bade          | 291     |
|              | - Volkstanzgruppe | 50              | 3. August             | 31. Januar 1953 | 1.500.000  | Kurt Eigler, Bruno Bade          | 292     |
|              | Erster Fünfjahrplan - Ziffer "5" vor Hammer, Zirkel und Ähre | 24              | 2. September          | 31. Januar 1953 | 10.000.000 | Georg Koch                       | 293     |
|              | 80. Geburtstag Karl Liebknechts - Karl Liebknecht vor einer roten Fahne | 24              | 7. Oktober            | 31. Januar 1953 | 5.000.000  | Peterpaul Weiß                   | 294     |
|              | Tag der Briefmarke 1951 - Älterer Philatelist berät einen jungen Sammler | 12              | 28. Oktober           | 31. Januar 1953 | 2.000.000  | Kurt Eigler                      | 295     |
|              | Monat der Deutsch-Sowjetischen Freundschaft - Pawel Bykow (Schnelldreher) und Erich Wirth (Initiator der Schnelldrehmethode nach sowjetischem Vorbild in der DDR) vor Symbol der Gesellschaft für Deutsch-Sowjetische Freundschaft (DSF) | 12              | 15. Dezember          | 31. Januar 1953 | 2.000.000  | Erich Gruner, Karl Wolf (Gravur) | 296     |
|              | - Sowjetischer Partei- und Staatsführer Josef Stalin und DDR-Präsident Wilhelm Pieck vor Symbol der Gesellschaft für Deutsch-Sowjetische Freundschaft (DSF)                                                                              | 24              | 1. Dezember           | 31. Januar 1953 | 2.000.000  | Erich Gruner, Karl Wolf (Gravur) | 297     |
| Dauermarken  | |                 |                       |                 |            |                                  |         |
| Bild         | Beschreibung | Wert in Mark    | Ausgabe- datum        | Gültig bis      | Auflage    | Entwurf                          | Mi.-Nr  |
|              | Dauermarkenserie: Präsident Wilhelm Pieck (I), Druck: VEB Deutsche Wertpapierdruckerei (DWD) - Porträt von Wilhelm Pieck (Stichtiefdruck)                                                                                                | 5 DM            | 3. Januar             | 31. März 1962   | 3.000.000  | Fred Gravenhorst                 | 255     |